# Lovech (província)
Lovech ou Loveč (búlgaro: Ловеч) é um distrito da Bulgária. Sua capital é a cidade de Lovech.

## Municípios
| Nome      | População (censo 2001) |
| --------- | ---------------------- |
| Aprilci   | 4.137                  |
| Letnica   | 5.607                  |
| Lovech    | 62.162                 |
| Lukovit   | 21.466                 |
| Teteven   | 23.768                 |
| Troyan    | 37.348                 |
| Ugărčin   | 8.561                  |
| Jablanica | 6.902                  |